# Pararge conjuncta
Pararge conjuncta är en fjärilsart som beskrevs av Schnaider 1950. Pararge conjuncta ingår i släktet Pararge och familjen praktfjärilar. Inga underarter finns listade i Catalogue of Life.